# Grand Prix du Midi Libre
Grand Prix du Midi Libre, ibland bara Midi Libre, var en årlig cykeltävling. Det var ett etapplopp i södra Frankrike. Loppet, som hade sitt namn efter tidningen som sponsrade dem, organiserades första gången 1949 och användes som förberedelse inför Tour de France. Med anledning av bergen i södra Frankrike var det ofta klättrare som vann tävlingen, men ibland avgjordes tävlingen på de platta etapperna.
Bland Grand Prix du Midi Libres segrare kan ses Raphaël Géminiani, Luis Ocaña , Eddy Merckx, Raymond Poulidor, Miguel Indurain och Laurent Jalabert. Jean-René Bernaudeau vann tävlingen fyra år i rad. Två cyklister vann Tour de France efter sina segrar i Grand Prix du Midi Libre: Eddy Merckx (1971) och Miguel Indurain (1995).
Ingen tävling organiserades 2003 på grund av finansiella problem. Året därpå återkom tävlingen som Tour du Languedoc-Roussillon, men det visade sig vara en engångsföreteelse.

## Segrare
| Tour du Languedoc-Roussillon - 2004 Christophe Moreau Grand Prix du Midi Libre - 2002 Ingen vinnare - 2001 Iban Mayo - 2000 Didier Rous - 1999 Benoît Salmon - 1998 Laurent Dufaux - 1997 Alberto Elli - 1996 Laurent Jalabert - 1995 Miguel Induráin - 1994 Jan Svorada - 1993 Maurizio Fondriest - 1992 Luc Leblanc - 1991 Gilbert Duclos-Lassalle - 1990 Gérard Rué - 1989 Jerome Simon - 1988 Claude Criquielion | - 1987 Patrice Esnault - 1986 Claude Criquielion - 1985 Silvano Contini - 1984 Dominique Garde - 1983 Jean-René Bernaudeau - 1982 Jean-René Bernaudeau - 1981 Jean-René Bernaudeau - 1980 Jean-René Bernaudeau - 1979 Giuseppe Saronni - 1978 Claudio Bortolotto - 1977 Wladimiro Panizza - 1976 Alain Meslet - 1975 Francesco Moser - 1974 Jean-Pierre Danguillaume - 1973 Raymond Poulidor - 1972 Cyrille Guimard - 1971 Eddy Merckx - 1970 Walter Ricci - 1969 Luis Ocaña | - 1967 Michel Grain - 1966 Jean-Claude Theilliere - 1965 André Foucher - 1964 André Foucher - 1963 Fernando Manzaneque - 1962 Mies Stolker - 1961 Joseph Groussard - 1960 Valentin Huot - 1959 Jean Brankaert - 1958 Francis Pipelin - 1957 Jean-Pierre Schmitz - 1956 Antonin Rolland - 1955 Miguel Poblet - 1954 Jesus Martinez - 1953 Pierre Nardi - 1952 Siro Bianchi - 1951 Raphaël Geminiani - 1950 Antonin Rolland - 1949 Henri Massal |